# IC 1932
IC 1932 је лентикуларна галаксија у сазвјежђу Часовник која се налази на листи објеката дубоког неба у Индекс каталогу.
Деклинација објекта је - 51° 20' 34" а ректасцензија 3h 25m 54,0s. Привидна величина (магнитуда) објекта IC 1932 износи 14,4 а фотографска магнитуда 15,4. IC 1932 је још познат и под ознакама ESO 200-22, FAIR 747, PGC 12817.